# Mecodema oconnori
Mecodema oconnori là một ground bọ cánh cứng thuộc họ Carabidae, là đặc hữu của đảo North của New Zealand. It is up to 40 mm long.